# Szymszon Kahan
Szymszon Kahan (ur. w 1905, zm. w 1941 w Ponarach) – polski poeta, dziennikarz i tłumacz pochodzenia żydowskiego. Członek wileńskiej grupy artystyczno-literackiej Jung Wilne.

## Życiorys
Ukończył Gimnazjum Realne w Wilnie po którym pracował jako nauczyciel w szkołach żydowskich. Fascynował się kulturą cygańską (przez pewien czas żył z Cyganami w Trokach) i tłumaczył na język jidysz pieśni cygańskie. Jako tłumacz dokonywał również tłumaczeń z języka rosyjskiego poezji Puszkina i Lermontowa. Od 1929 był stałym współpracownikiem, zaś od 1931 roku, redaktorem dziennika „Wilner Tog”. Udzielał się jako krytyk teatralny. Wraz ze Szlojme Belisem był inicjatorem zintegrowania młodego środowiska żydowskich twórców w Wilnie, które doprowadziło do powstania grupy Jung Wilne. 11 października 1929 roku wziął udział w oficjalnym debiucie literackim grupy znanym jako Der arajnmarsz fun Jung Wilne in der jidiszer literatur (Triumfalne wejście Młodego Wilna do literatury jidysz) na łamach „Wilner Tog”. W 1932 nawiązał współpracę z amerykańskim czasopismem literackim „Cukunft”.
Szymszon Kahan został zamordowany w lipcu 1942 roku w ramach tzw. zbrodni w Ponarach.